# Leopold Horowitz
Leopold Horowitz, węg. Lipót Horovitz (ur. 2 lutego 1837 w Rozgony, zm. 16 listopada 1917 w Wiedniu) – malarz portrecista pochodzenia węgierskiego, od roku 1868 czynny w Warszawie. Ojciec malarza Armina Horowitza.

## Życiorys
Od 1850 studiował malarstwo na Akademii Sztuk Pięknych w Wiedniu u Carla Josepha Geigera, Carla Wurzingera i innych. Po siedmiu latach ukończył studia, otrzymując nagrodę pierwszego stopnia.
W 1860 po odwiedzeniu Berlina, Drezna i Monachium zamieszkał w Paryżu, gdzie pozostał do 1868. W Paryżu zyskał opinię doskonałego malarza obrazów rodzajowych i portretów, szczególnie dziecięcych. W twórczości naśladował styl Rembrandta, później Van Dycka. W 1868 zamieszkał w Warszawie. Często wyjeżdżał do Budapesztu, Wiednia i Berlina w celu sportretowania dam z kręgów arystokracji. W Warszawie malował też obrazy z życia diaspory żydowskiej, jak Modlitwy w synagodze w rocznicę zburzenia świątyni jerozolimskiej. Wysokie uznanie przyniosły mu portrety księżnej Sapiehy, Georga Brandesa, Maurycego Jokaia, księstwa Zamoyskich. W 1891 został nagrodzony złotym medalem na wystawie w Berlinie. Ożenił się z Rozą z Londonów, siostrzenicą  Aleksandra Lessera. Mieli pięcioro dzieci: Jerzego (1875–1948), Zofię (1877–1941), Armina (1880–1965), Janinę (1882–1941) i Stefanię (1887-1942). W 1893 zamieszkał w Wiedniu.